# Centro histórico de Morelia
El Centro Histórico de Morelia se encuentra en el estado mexicano de Michoacán. Es Patrimonio de la Humanidad por la UNESCO desde 1991.
Construido en el siglo XVI, Morelia (Valladolid entre 1545-1828) es un magnífico ejemplo de la planificación urbana española, que combina las ideas del renacimiento español con la experiencia de Mesoamérica. Tiene una traza recta, la cual crea el efecto en el que siempre hay sol en una acera y sombra en la acera contraria. Bien adaptada a la inclinación de los cerros, las calles de Morelia todavía siguen su trayecto original. Más de doscientos edificios históricos, todos en roca de color rosa (tradicional de la región), reflejan la historia arquitectónica de la ciudad, la cual muestra una combinación del espíritu medieval con elementos renacentistas, barrocos y neoclásicos. Morelia fue cuna de muchas figuras importantes en el México independiente y ha tenido un papel relevante en la historia de su país. Cabe destacar que el Centro Histórico de Morelia es el único en México que no tiene un zócalo (Plaza Mayor).

## Galería

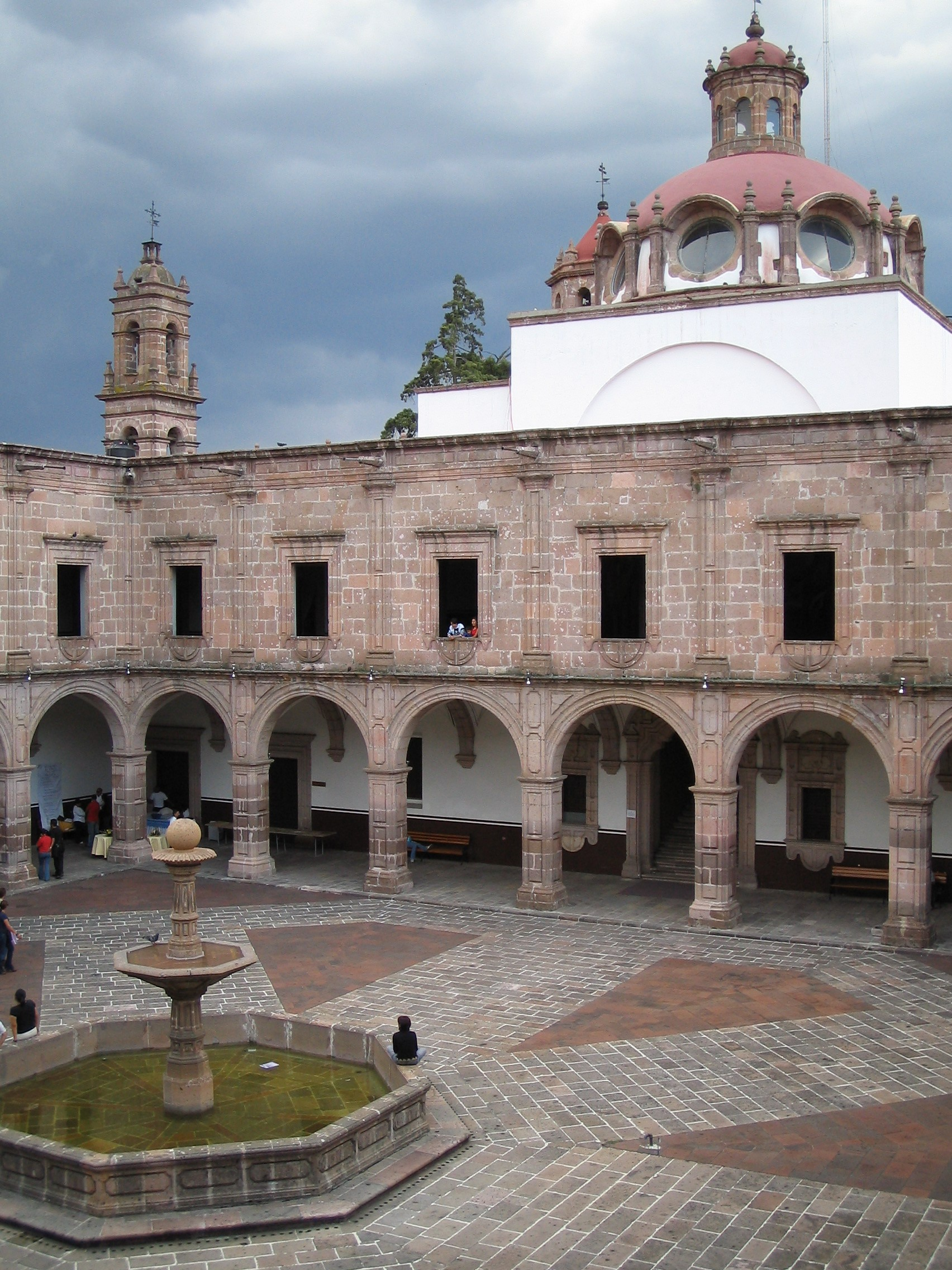
Palacio Clavijero.
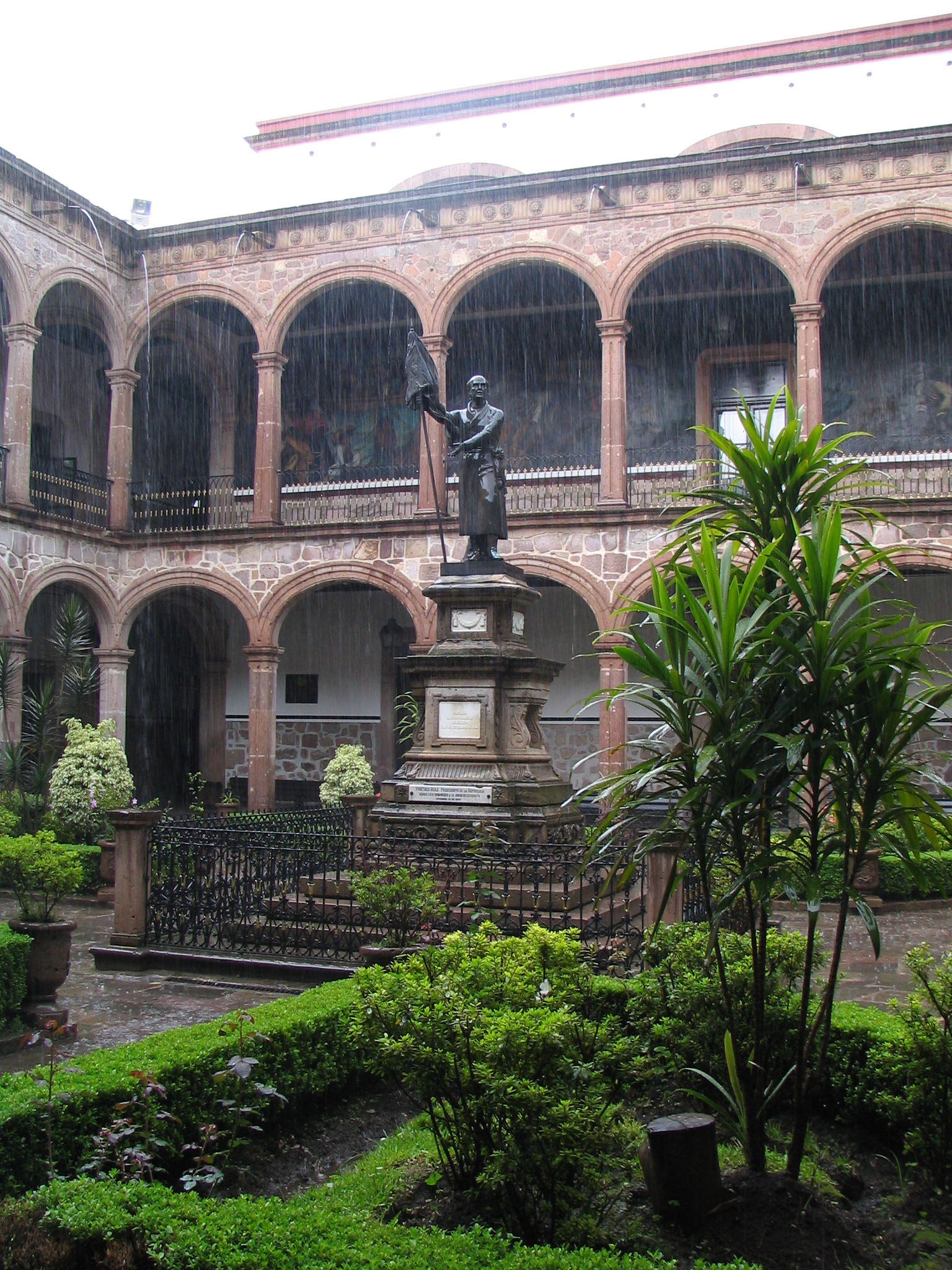
Colegio de San Nicolás.
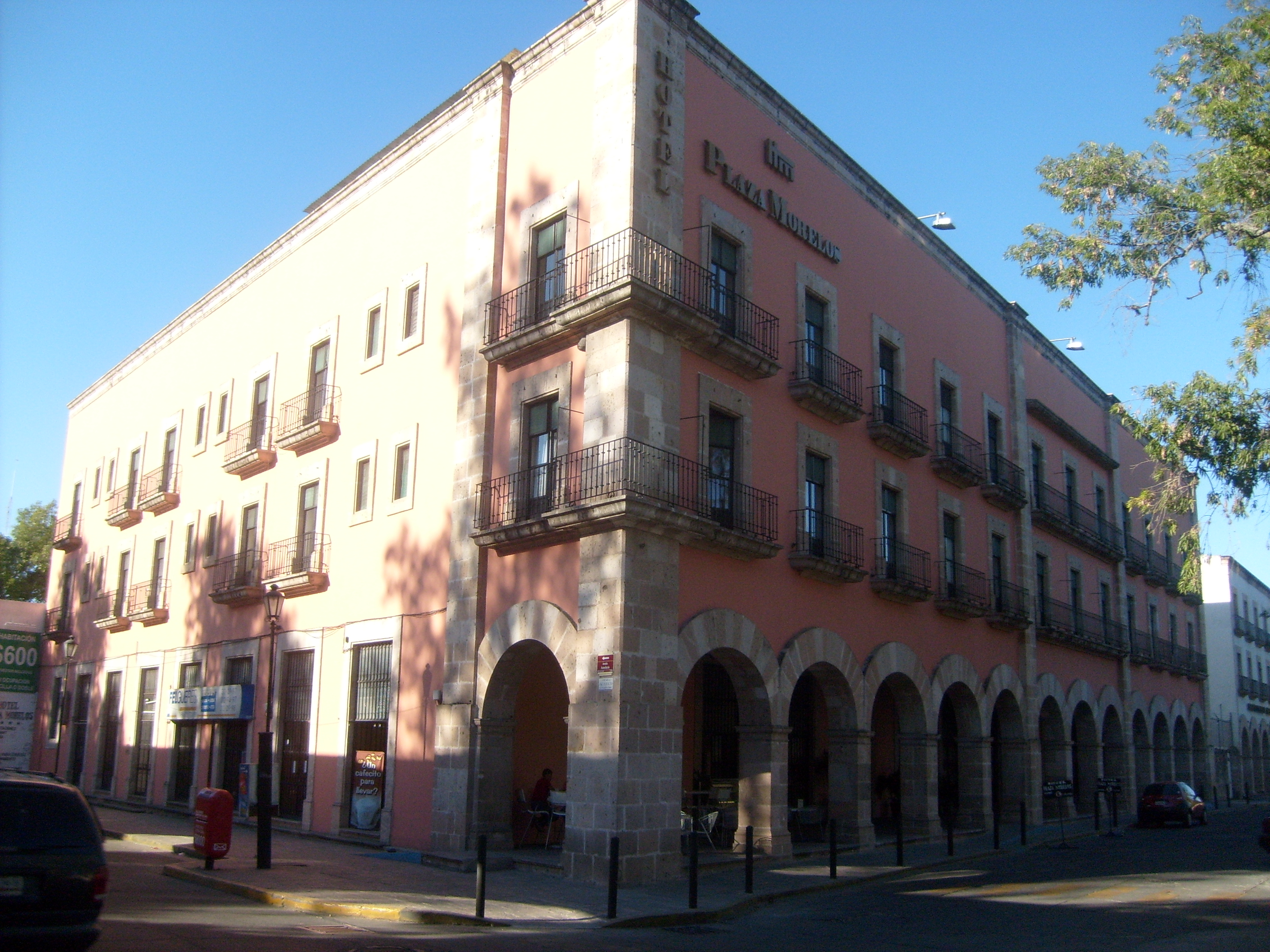
Edifício típico de Morelia.
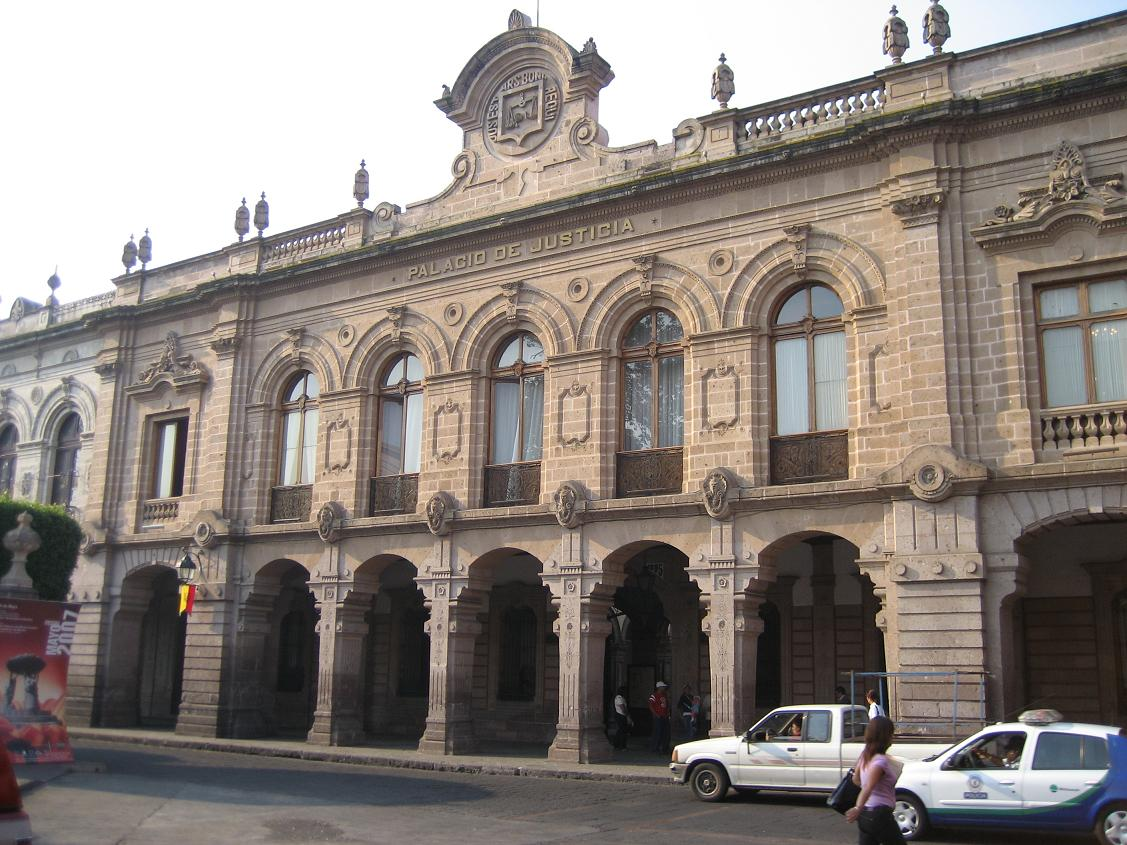
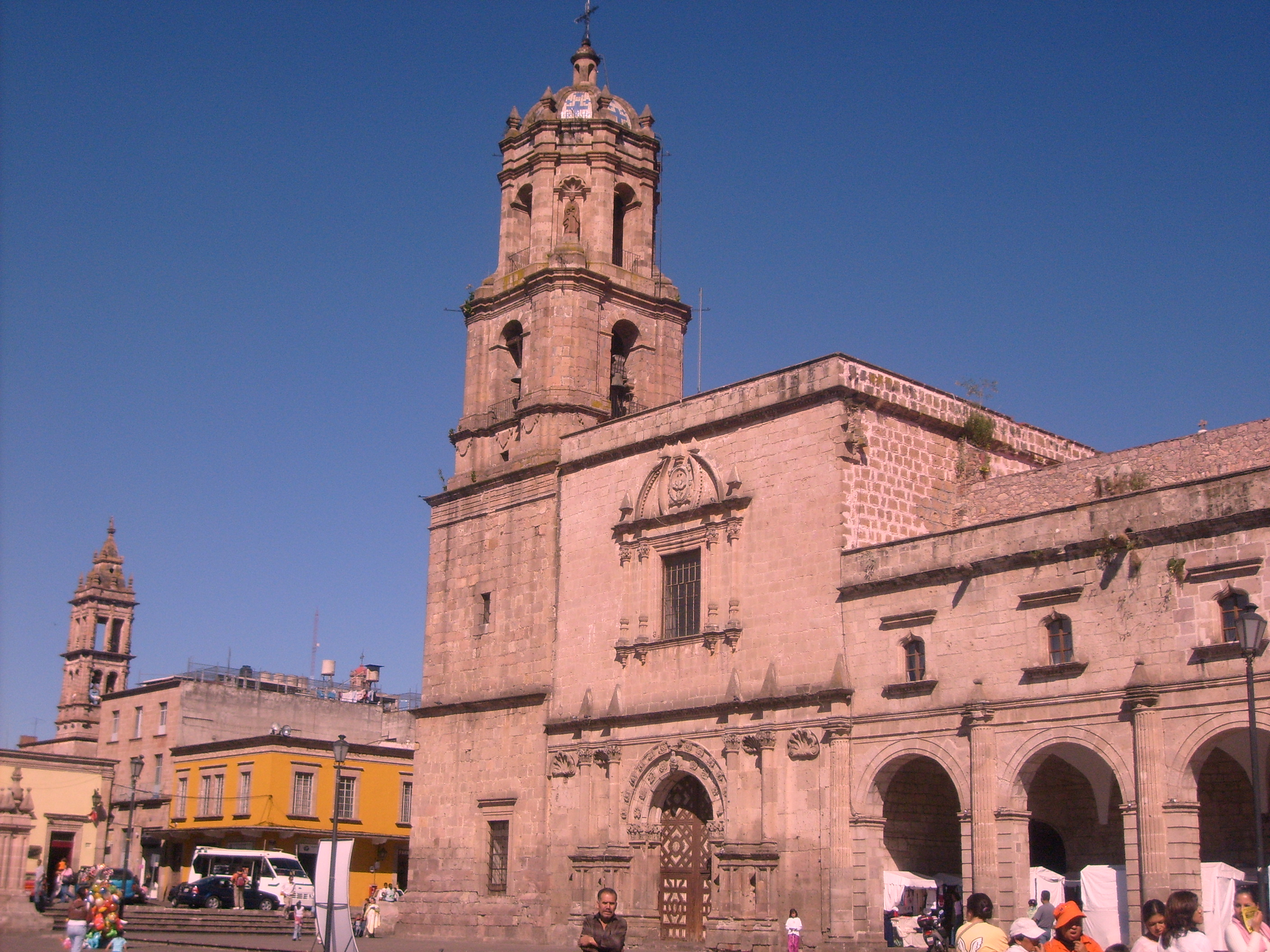
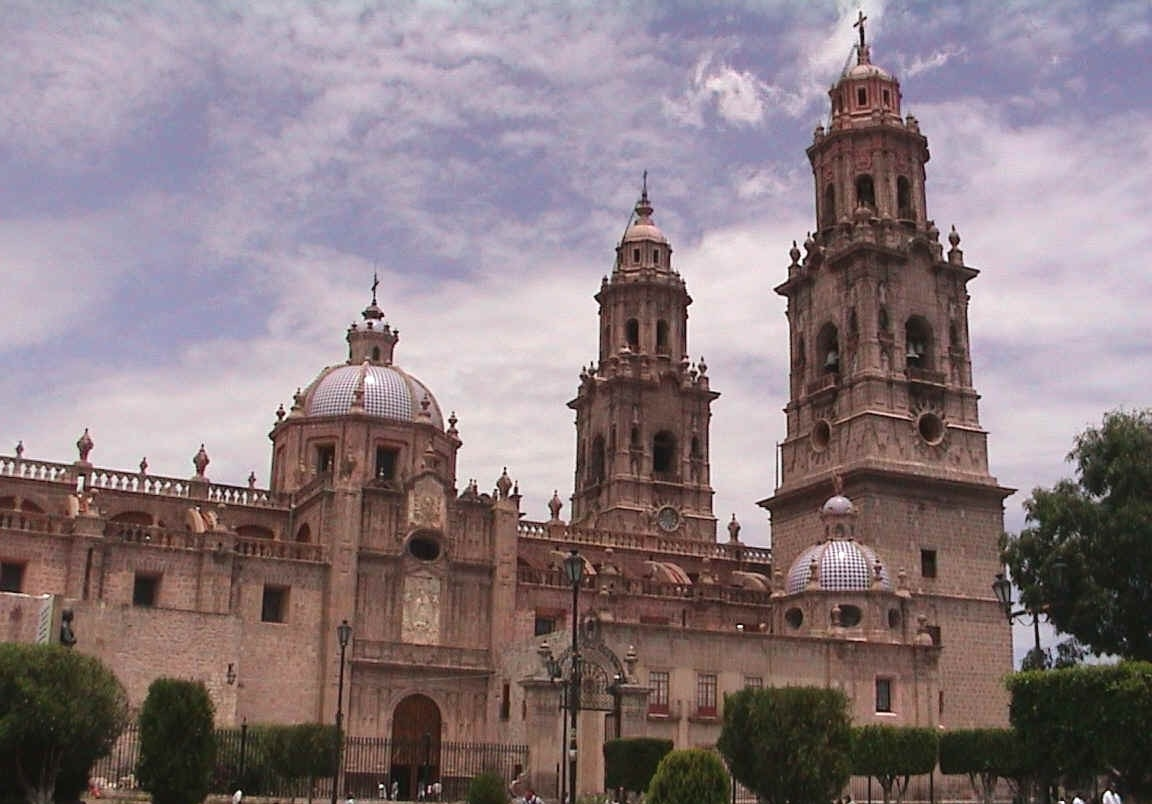
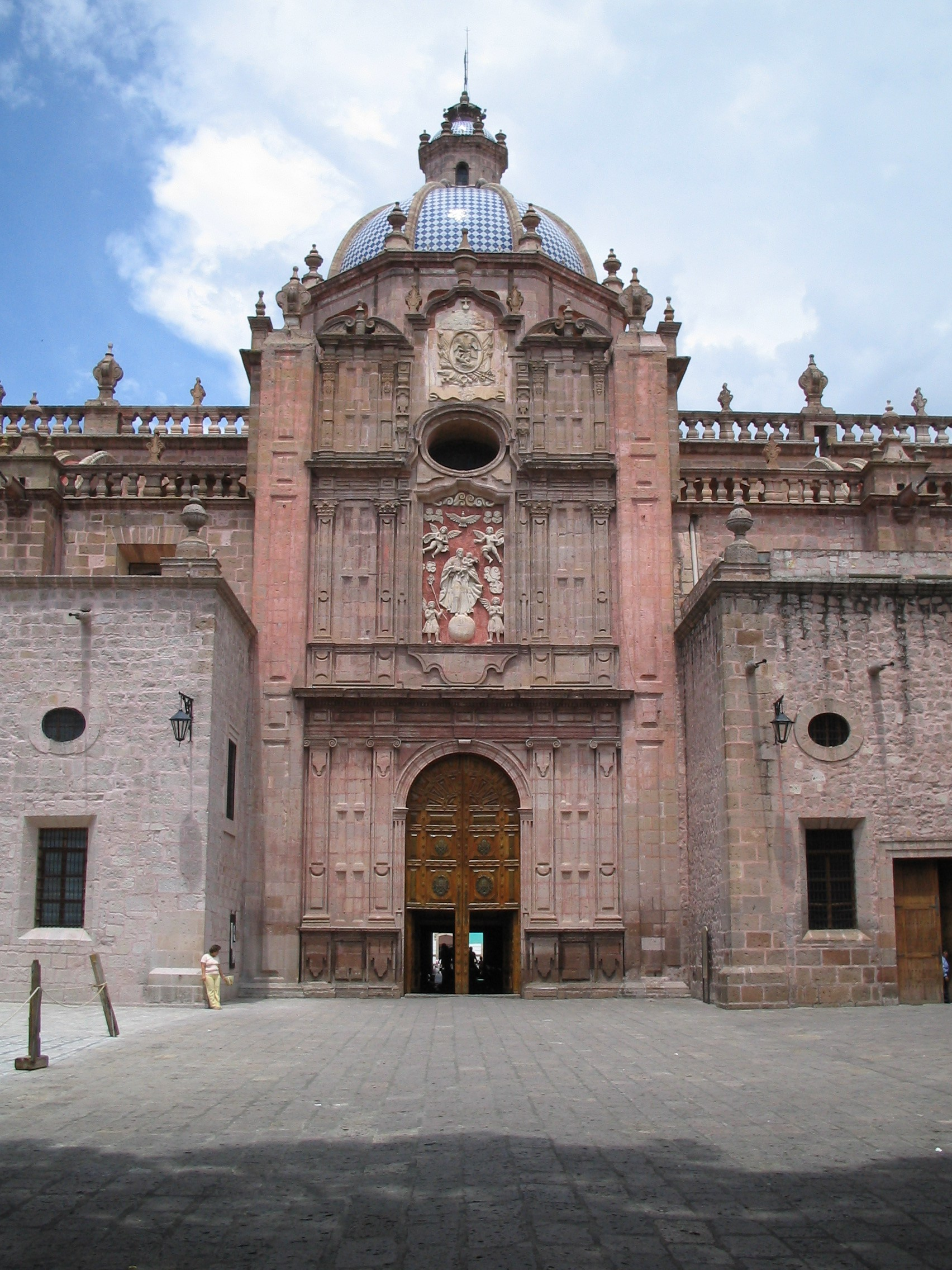
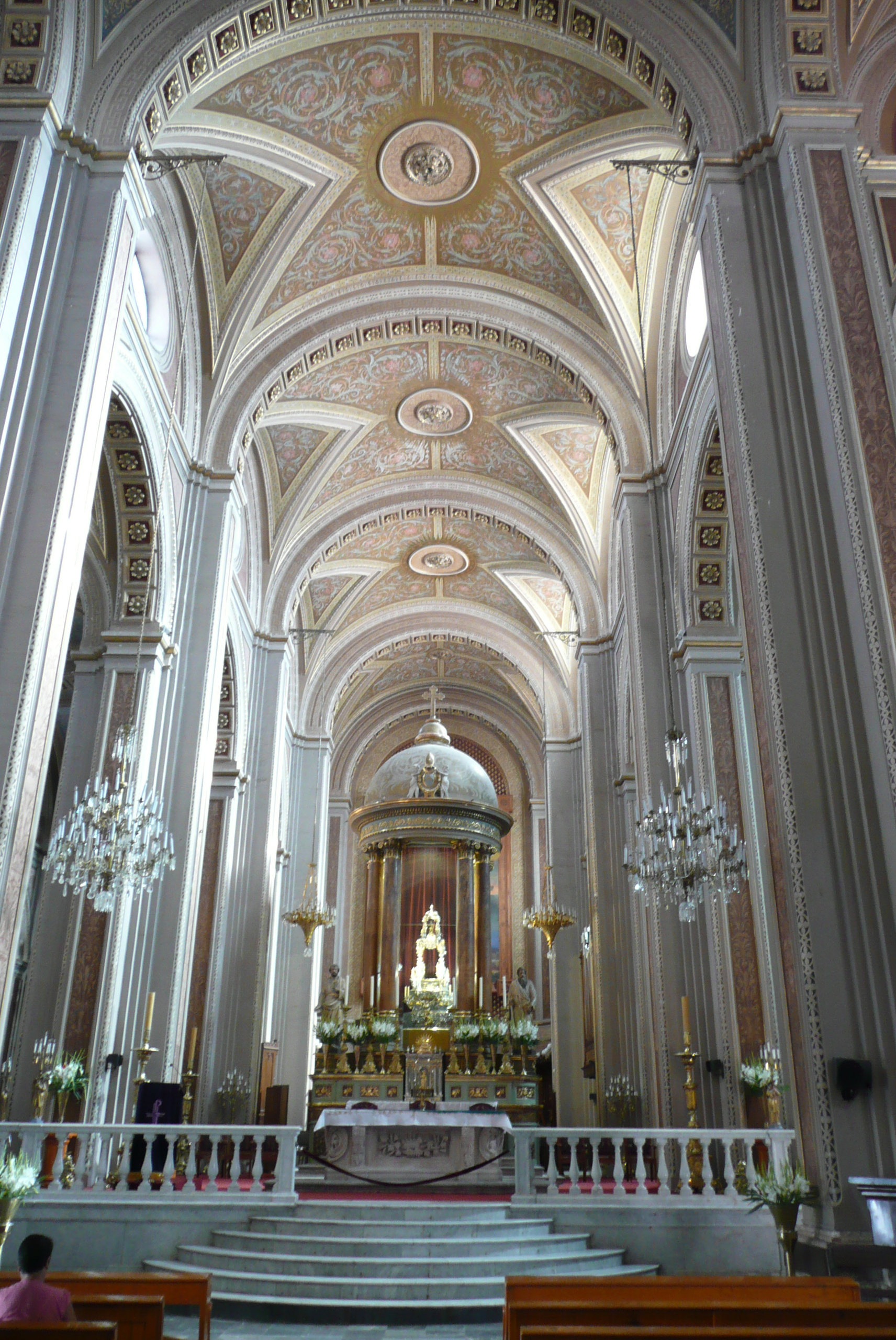
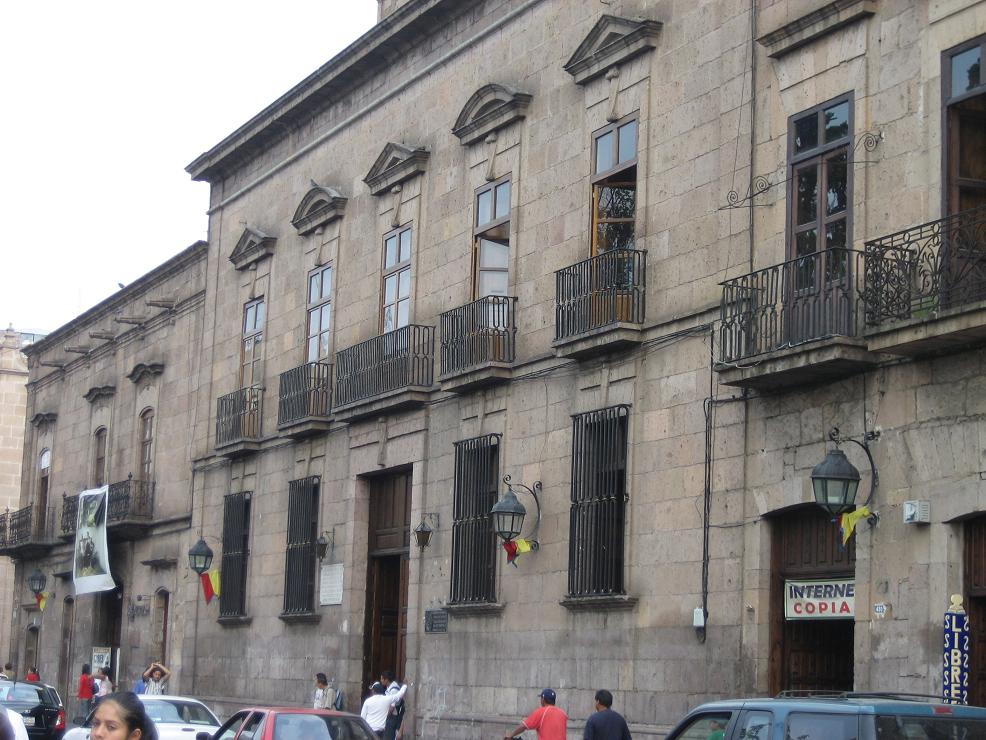
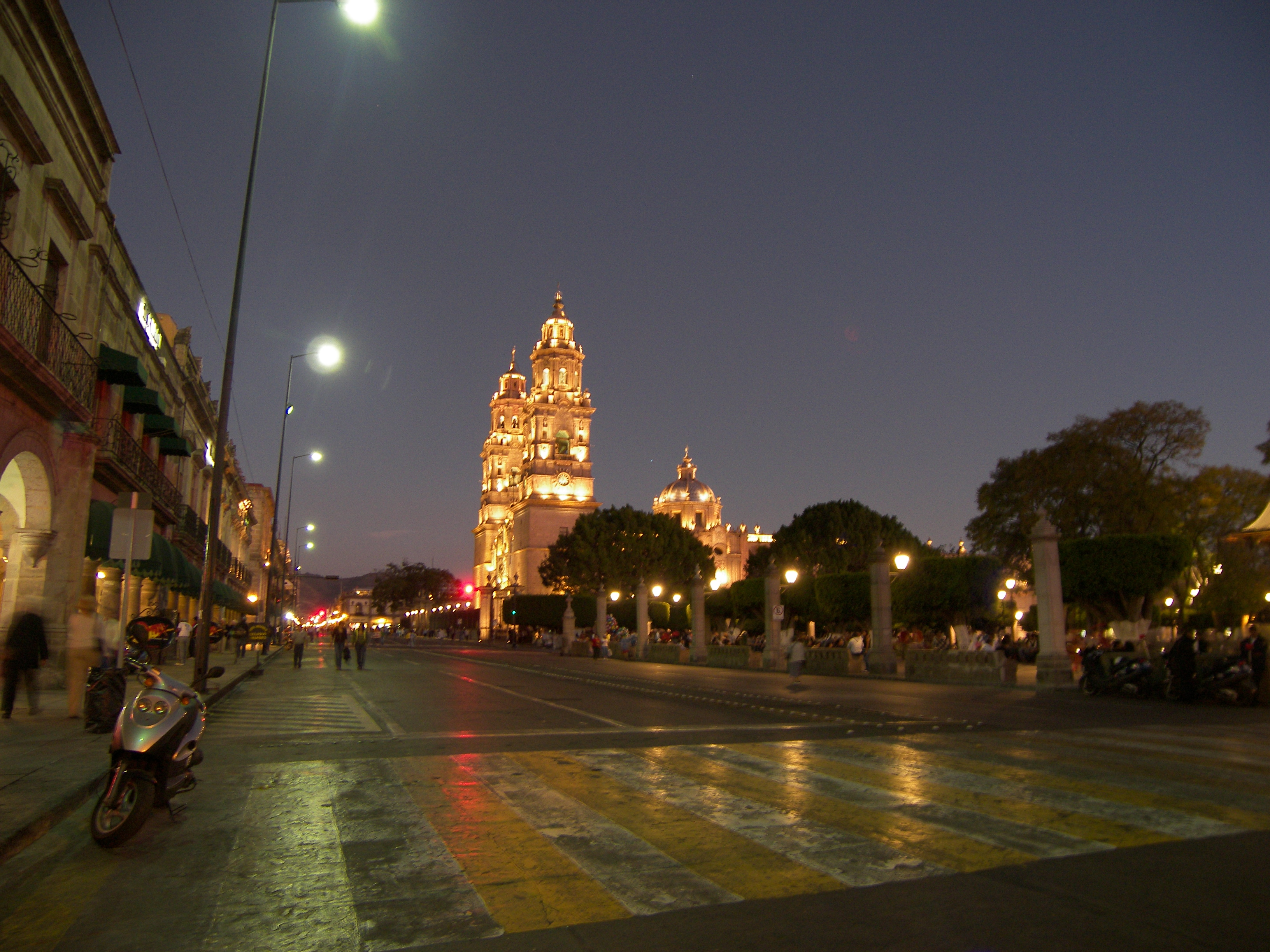
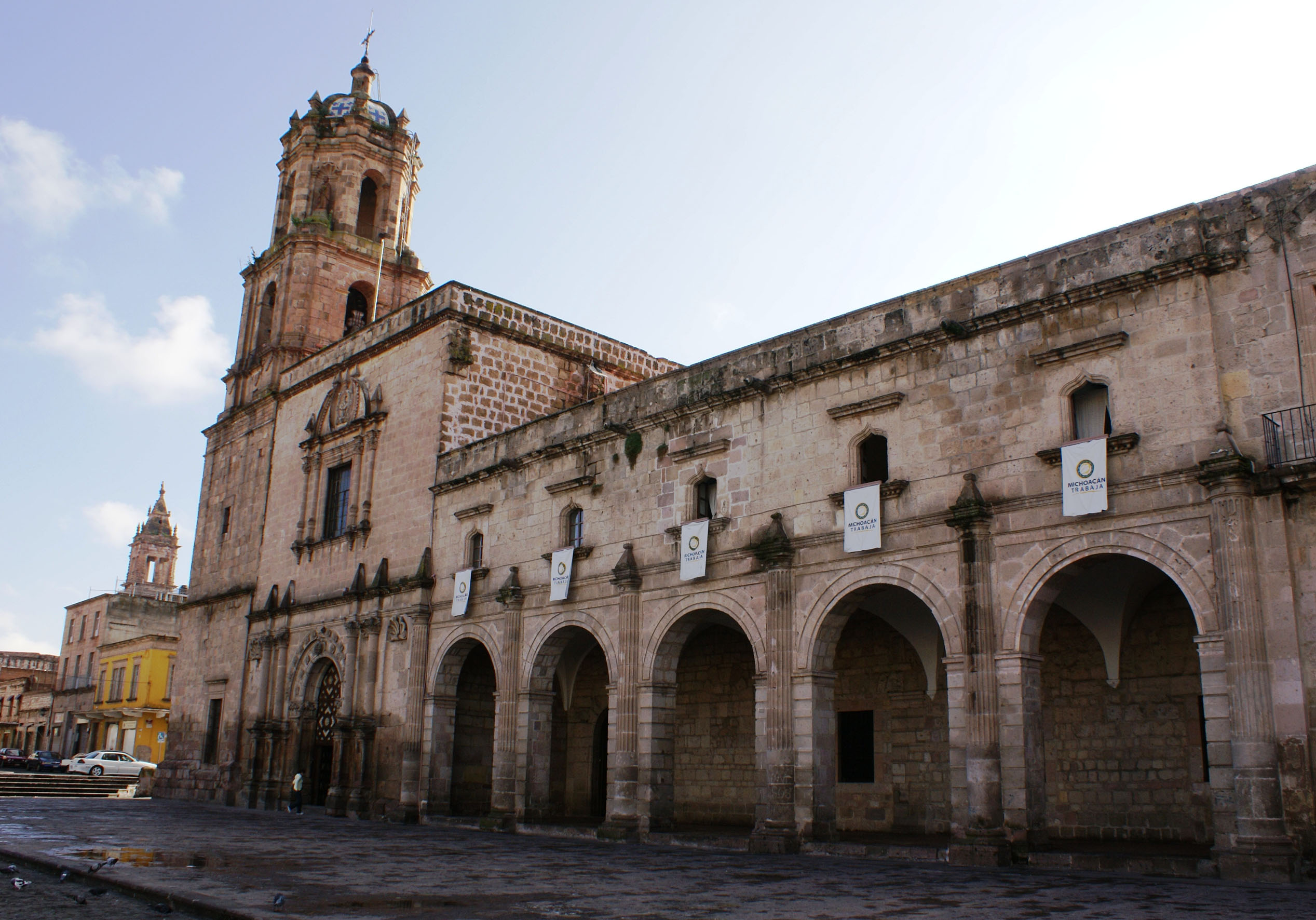
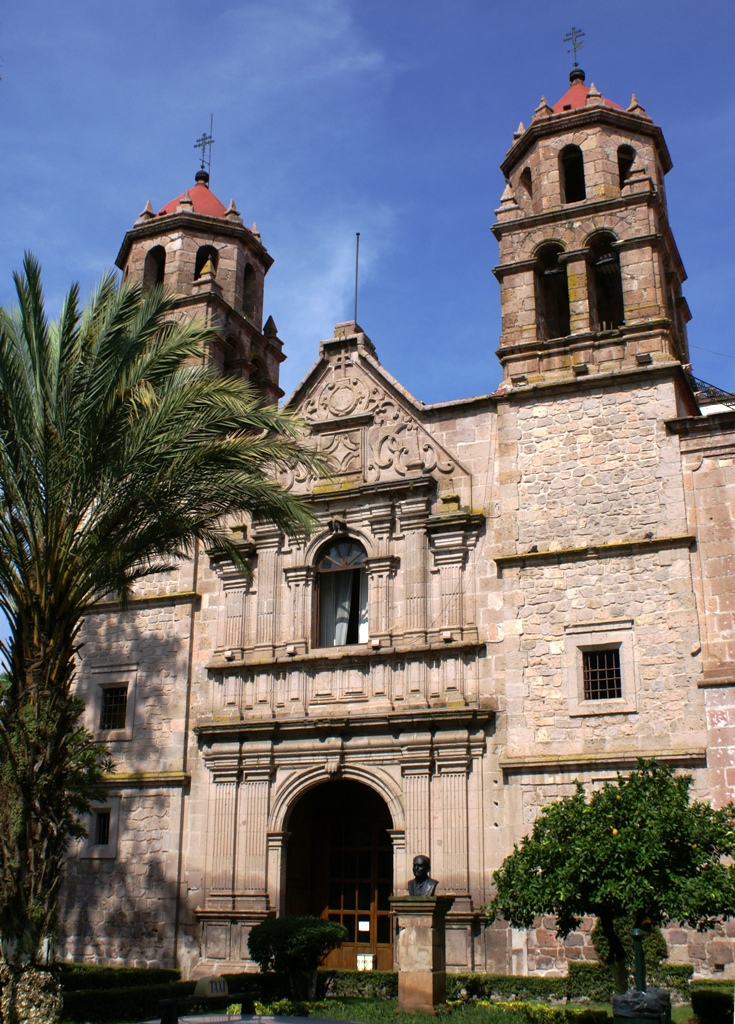
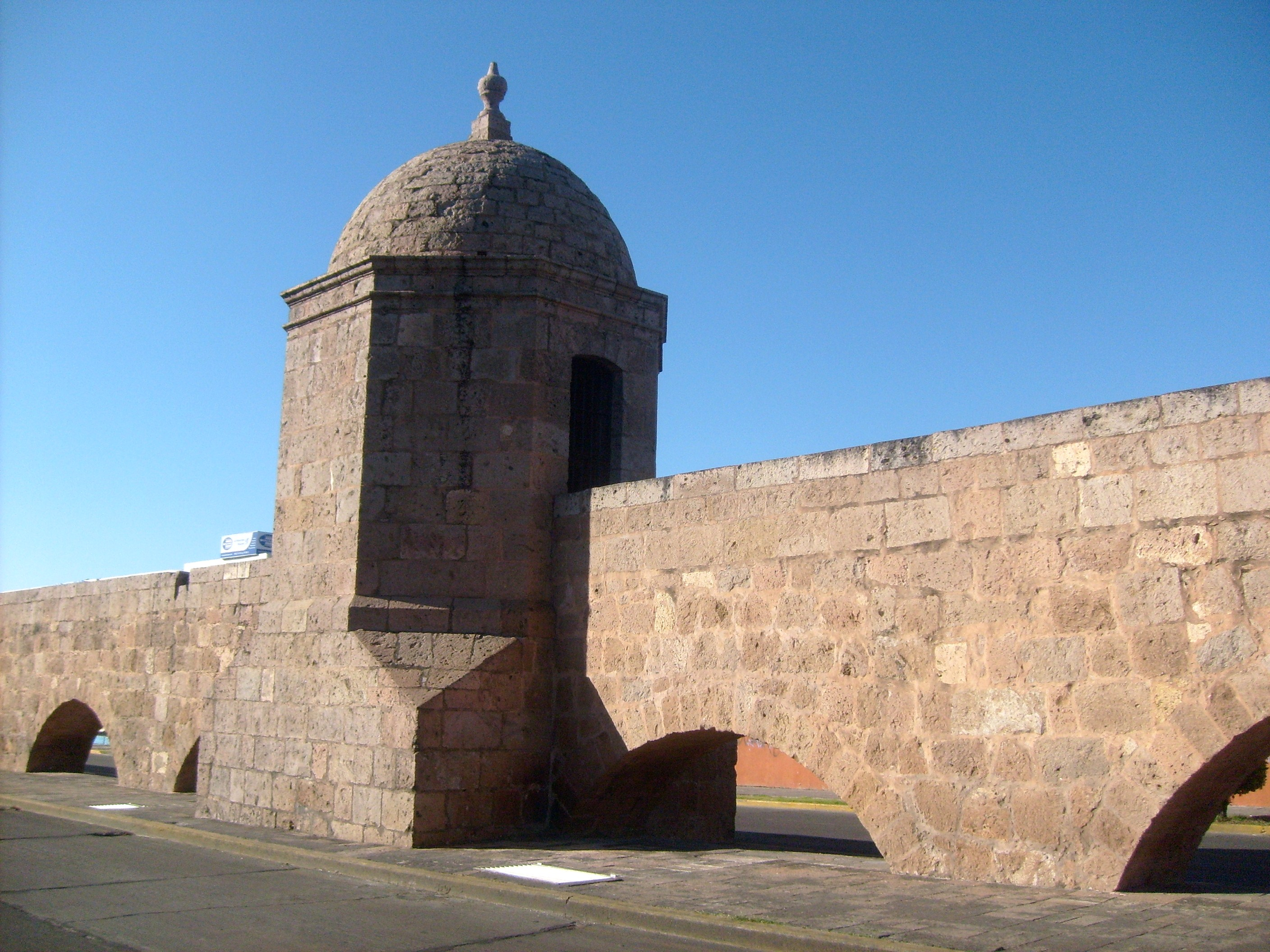
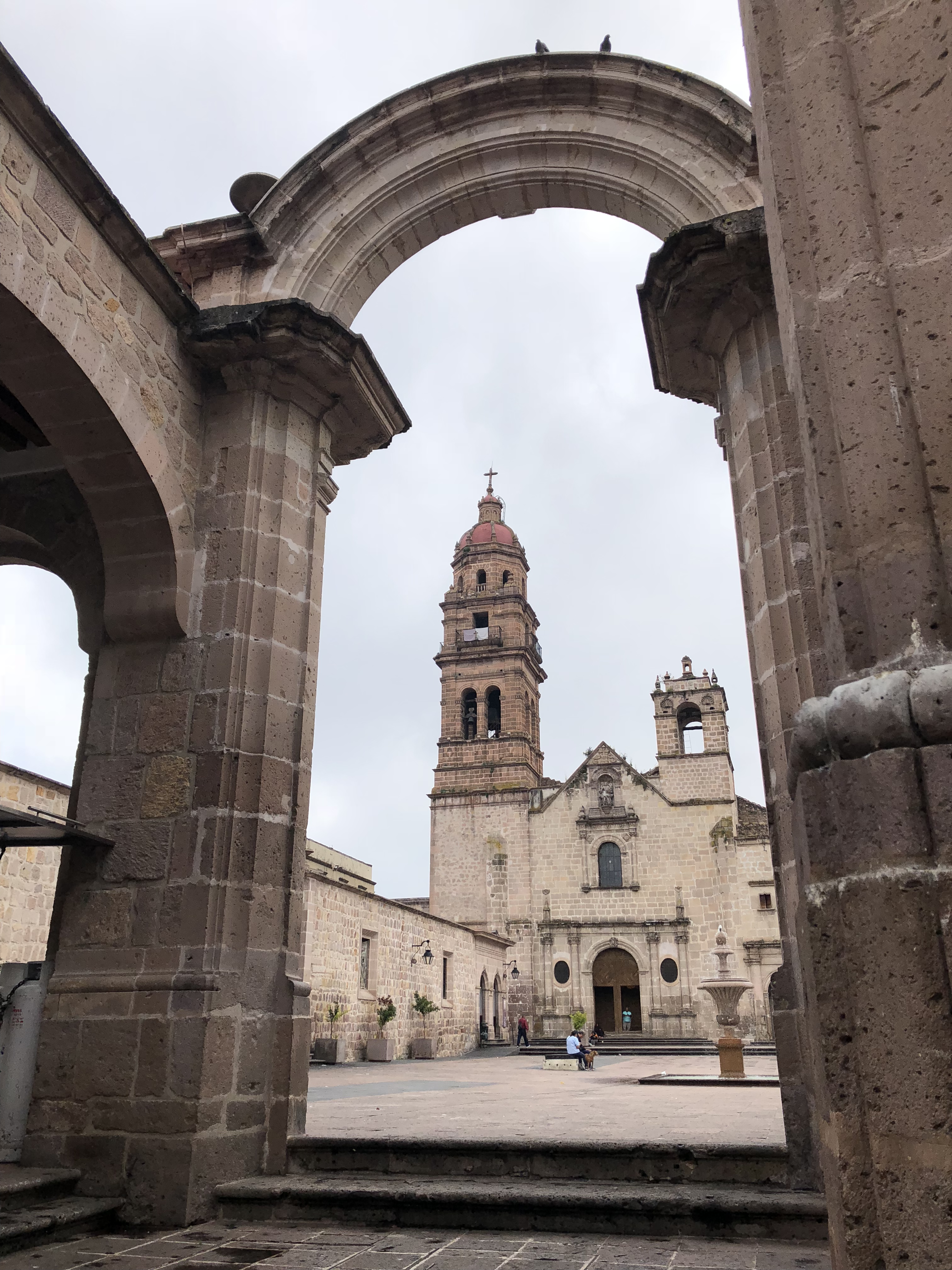
Templo y Convento de San Agustin
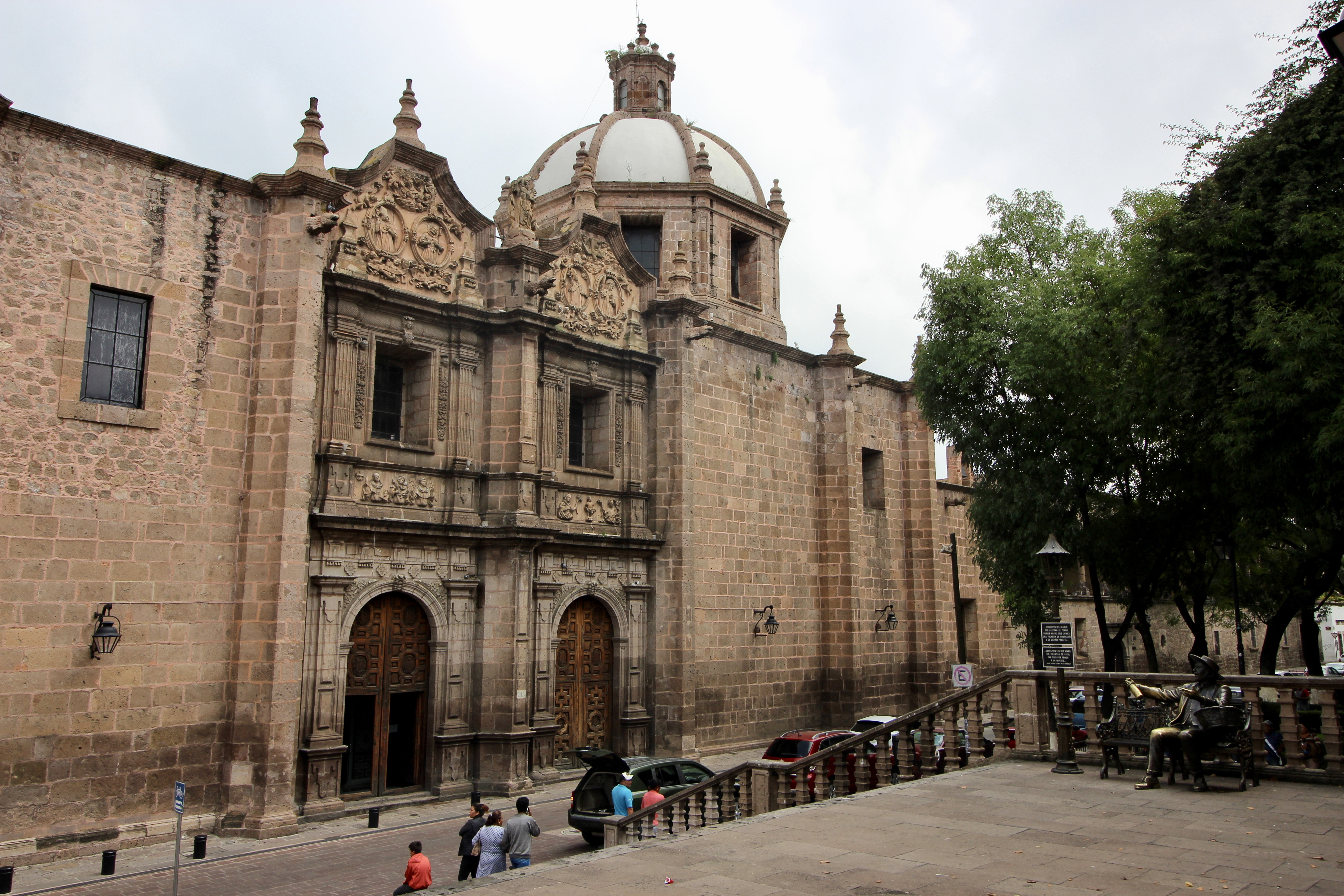
Templo de santa Rosa de Lima (Las Rosas)